# Moronobea

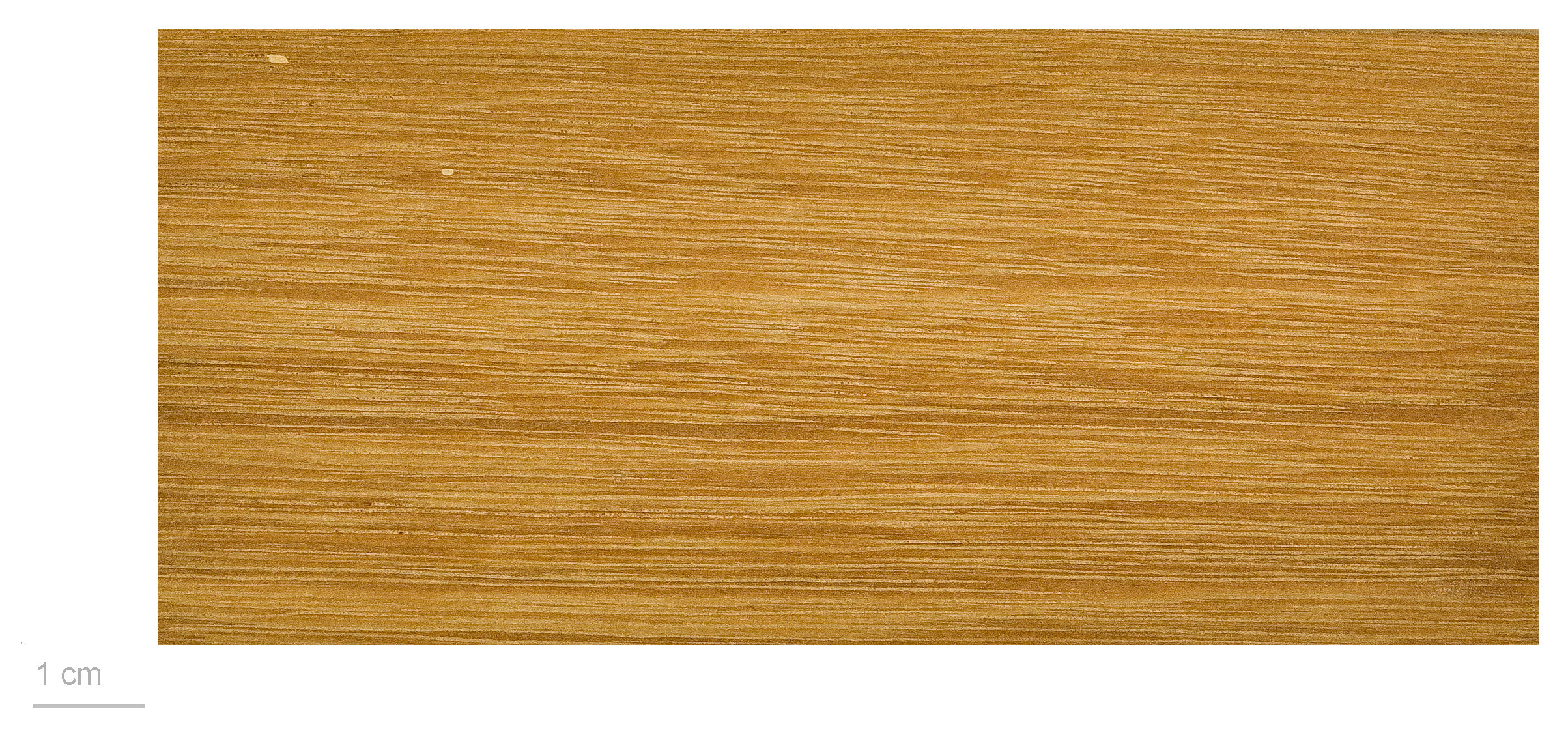
Monorobea coccinea - MHNT

Moronobea é um género botânico pertencente à família Clusiaceae. Os membros deste género emitem látex de cor amarela. Género nativo da América do Sul, com especial relevo para a Venezuela.
O látex resinoso de Moronobea coccinea e Moronobea riparia tem sido amplamente usado por índios: para calafetagem e como fonte de luz (através de queima).

## Espécies
Apresenta 15 espécies:
| - Moronobea candida - Moronobea coccinea - Moronobea esculenta - Moronobea exserens - Moronobea globulifera - Moronobea grandiflora - Moronobea intermedia - Moronobea jenmani | - Moronobea jenmanii - Moronobea macoubea - Moronobea montana - Moronobea ptaritepuiana - Moronobea pulchra - Moronobea riparia - Moronobea rupicola |

## Nome e referências
Moronobea Aubl.